# Sensi Pastor
Sensi Pastor (...) è un'astronoma amatoriale spagnola.
Il Minor Planet Center le accredita la scoperta dell'asteroide 448051 Pepisensi effettuata il 31 marzo 2008 in collaborazione con il marito José Antonio de los Ríos.